# Ісламізм
Ісламі́зм — політична ідеологія та практична діяльність, орієнтовані на створення умов, за яких будь-які протиріччя всередині суспільства і держави, де є мусульманське населення, а також міждержавні відносини повинні розв'язувати на основі норм шаріату. Інколи мова може йти про встановлення теократичної форми держави.
У зв'язку з цим розвиваються ідеї особливої ісламської держави, ісламської економіки, а також особливого ісламського розуміння людських прав.
Ісламізм, як ідеологію, розвинуто на основі обраних священних писань, текстів, легенд ісламу, історичних прецедентів, організаційного досвіду та сучасних образ і печалей. В основі такої ідеології лежить ісламський радикалізм.

## Проблема визначення
Зважаючи на ставлення до даного феномену, визначення поняття можуть бути кардинально різними.
Фактично тотожним до поняття «ісламізм» є поняття «політичний іслам».